# Potchvennitchestvo
Le Potchvennitchestvo est une idéologie de l'histoire contemporaine de la Russie, datant de la fin du XIXe siècle dans la philosophie russe, notamment dans le slavophilisme. Cette idéologie marque un rejet complet du nihilisme, du libéralisme, et du marxisme.
Le nom de l'idéologie fait référence à la terre, sa racine potchva signifiant sol, terrain, en russe.
Les personnalités qui sont à l'origine de ce mouvement sont Apollon Grigoriev, Nikolaï Strakhov et les créateurs des revues néo-slavophiles « Le Temps » et « L'Époque », Fiodor Dostoïevski et Mikhaïl Dostoïevski .
Fiodor Dostoïevski exprime ainsi les lignes de force de ce mouvement : « Nous voici enfin convaincus que nous sommes, nous aussi, une nation particulière, et des plus singulières d'ailleurs, et que notre devoir est de nous créer une forme neuve, notre forme à nous, congénitale, prise dans notre sol même, dans l'esprit populaire et les populaires origines [...] l'idée russe sera peut-être la synthèse de toutes les idées qu'avec tant d'obstination et de courage l'Europe développe en chacune de ses nationalités... » L'Europe est différente de la Russie en chacune de ses nationalités mais, selon Dostoïevski, la Russie peut prendre en charge les idéologies de chacune d'elles, les intégrer dans L'Idée russe.